# Písčiny u Oleška
Písčiny u Oleška jsou přírodní památka evidenční číslo 5910 na severovýchodním okraji obce Oleško v okrese Litoměřice. Chráněné území s rozlohou 26,9208 ha bylo vyhlášeno 1. listopadu 2013. Přírodní památka, která se nachází na katastrálním území Libotenice a Oleško u Rohatců, je v péči Krajského úřadu Ústeckého kraje.

## Předmět ochrany
Důvodem jeho zřízení je ochrana evropsky významné lokality Natura 2000 především otevřených trávníků kontinentálních dun s paličkovcem a psinečkem. Kromě nich se zde vyskytují další vzácné druhy rostlin zejména šater svazčitý (Gypsophila fastigiata), smil písečný (Helichrysum arenarium) a živočichů například přástevník kostivalový (Euplagia quadripunctaria), lišaj pryšcový (Hyles euphorbiae) aj.